# Loo (kortspel)
Loo, även kallat trekortsloo eller trumfpoker, är ett kortspel i vilket det gäller att vinna minst ett av de tre stick man spelar om.
Innan varje giv ska den som är i tur att dela ut korten lägga 3 marker i potten. Spelarna erhåller tre kort var, ytterligare tre kort läggs åt sidan, och till sist slås ett kort upp för att bestämma trumffärg. Därefter ska spelarna i tur och ordning bestämma sig för om de vill gå med i det fortsätta spelet eller lägga sig, det vill säga inte delta i den aktuella given. Man kan också byta, om ingen gjort det tidigare, vilket innebär att man kastar sina egna kort och i stället spelar med de tre undanlagda korten.
Vid spelet om sticken gäller mycket strikta regler för vilka kort som får spelas ut: till exempel måste den som gör första utspel alltid lägga ut ett trumfkort.
Varje vunnet stick belönas med en tredjedel av potten. En spelare som gått med men inte tagit något stick får i stället böta 3 marker till potten.

## Varianter
I femkortsloo får spelarna fem kort var och alla har möjlighet att byta sina kort mot nya från återstoden av kortleken. Irländsk loo kan beskrivas som ett mellanting mellan femkortsloo och trekortsloo.